# Yoshio Taniguchi

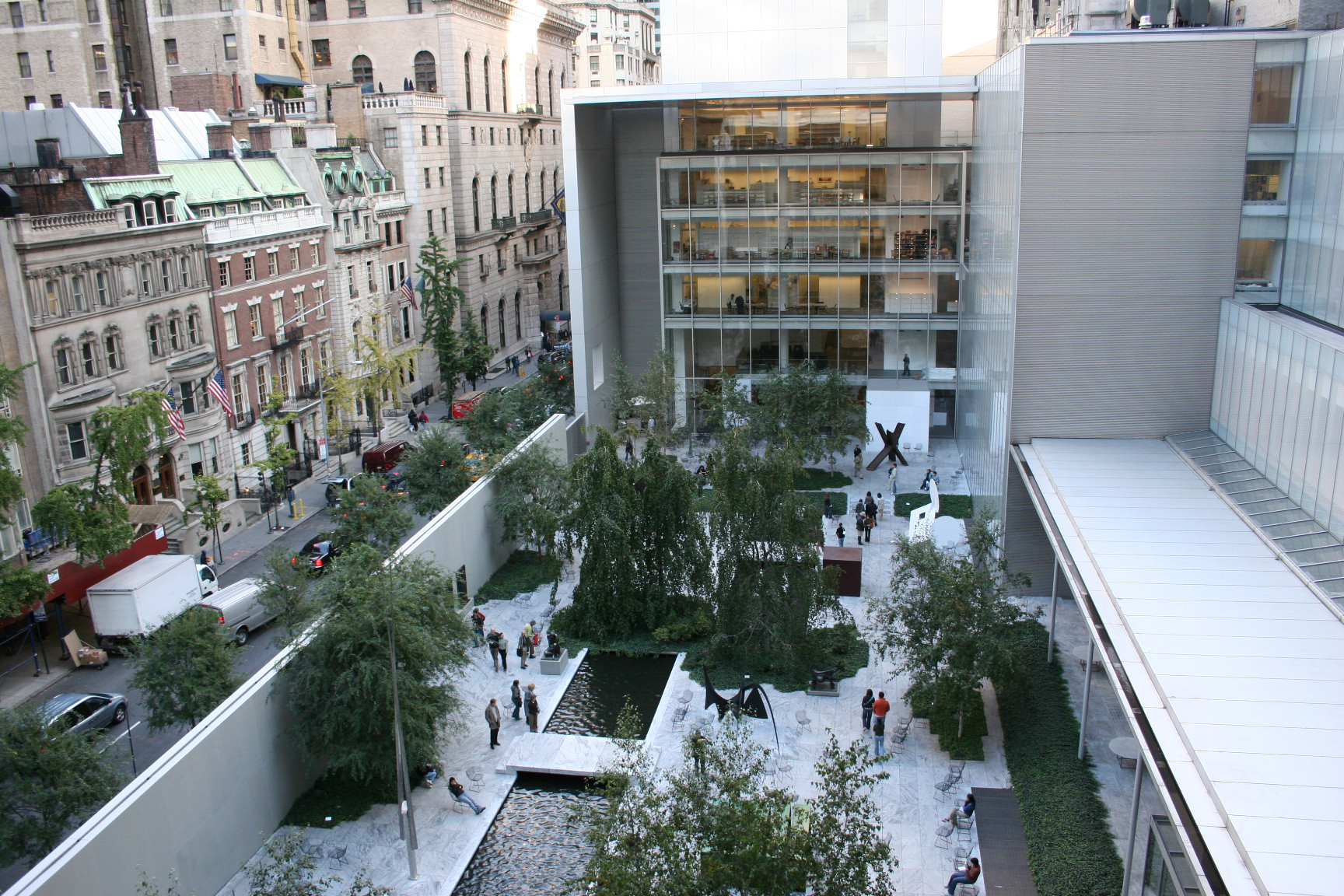
MoMA, Nueva York.

Yoshio Taniguchi (谷口吉生, Taniguchi Yoshio); (Prefectura de Tokyo, 17 de octubre de 1937-16 de diciembre de 2024) fue un arquitecto japonés, más conocido por su rediseño del Museo de Arte Moderno de Nueva York que fue reabierto el 20 de noviembre del 2004.

## Biografía
Taniguchi es hijo del también arquitecto Yoshirō Taniguchi (1904-1979).  Estudió una ingeniería en la Universidad de Keiō, graduándose en 1960, y estudió arquitectura en la Escuela Graduada de Diseño de la Universidad de Harvard, graduándose en 1964. Trabajó brevemente para el arquitecto Walter Gropius, que se convirtió en una influencia importante en su obra.
Desde 1964 hasta 1972, trabajó para el estudio del arquitecto Kenzō Tange, que era quizás el arquitecto modernista japonés más importante, en la universidad de Tokio. Entre sus últimos colaboradores podemos destacar a Isamu Noguchi, al arquitecto del paisaje americano Peter Walker, y al artista Genichiro Inokuma. Taniguchi es más conocido por diseñar un buen número de museos japoneses, incluyendo el Museo de la prefectura de Nagano, el Museo de Arte Contemporáneo Marugame Genichiro-Inokuma, el Museo Municipal de Arte Toyota, el Museo de Fotografía Ken Domon y la Galería de los Tesoros Horyuji del Museo Nacional de Tokio.
Taniguchi ganó una competición en 1997 para rediseñar el Museo de Arte Moderno de Nueva York, venciendo a otros diez arquitectos internacionalmente renombrados, incluyendo Rem Koolhaas, Bernard Tschumi, y Jacques Herzog y Pierre de Meuron. Lo que hizo en el MoMA fue su primer trabajo fuera de Japón.
Taniguchi ha ganado desde entonces una comisión para diseñar la casa de Asia para el rama de Texas de la sociedad de Asia. Este proyecto de 40 millones de dólares será situado en el distrito del Museo de Houston y será el primer edificio nuevo libre de Taniguchi en los Estados Unidos.